# Gnophos pentheri
Gnophos pentheri är en fjärilsart som beskrevs av Hans Rebel 1901. Gnophos pentheri ingår i släktet Gnophos och familjen mätare. Inga underarter finns listade i Catalogue of Life.